# Grappling-Weltmeisterschaften
Die Weltmeisterschaften im Grappling wurden 2008 erstmals von der FILA, dem internationalen Ringerverband, ausgetragen. Unterschieden wird zwischen den beiden Stilarten No-Gi und Gi. Dabei handelt es sich um eine Differenzierung der Kampfkleidung. Beim No-Gi-Grappling tragen die Kämpfer Shorts und ein Shirt, in der Gi-Kategorie wird im entsprechenden Kampfanzug (Keikogi) gekämpft.

## Besonderheiten
Ein Unterschied zu den ebenfalls von der FILA ausgetragenen „normalen“ Ringer-Weltmeisterschaften der Frauen im Freistil und der Männer im Greco- und im Freistil sind die anderen Gewichtsklassen im Grappling. Es gibt keine maximale Gewichtsbeschränkung in der höchsten Gewichtsklasse (deshalb „Offene Klasse“). Bei der WM 2010 gab es sechs Klassen für Frauen und acht Klassen für Männer. Bei den ersten zwei Weltmeisterschaften 2008 und 2009 gab es keine Teilnehmerbeschränkung für eine bestimmte Nation. Erst 2010 wurde wie beim Ringen die Regel eingeführt, dass pro Nation und Gewichtsklasse nur ein Athlet beziehungsweise eine Athletin an den Start gehen darf.

## Übersicht aller Weltmeisterschaften
|      |                       | No-Gi Erfolgreichste Nation | No-Gi Erfolgreichste Nation | Gi Erfolgreichste Nation | Gi Erfolgreichste Nation | Klassen | Klassen |
| WM   | Austragungsort        | Männer                      | Frauen                      | Männer                   | Frauen                   | Männer  | Frauen  |
| ---- | --------------------- | --------------------------- | --------------------------- | ------------------------ | ------------------------ | ------- | ------- |
| 2008 | Luzern (SUI)          | Vereinigte Staaten          | Frankreich                  | Frankreich               | Frankreich               | 5       | 4       |
| 2009 | Fort Lauderdale (USA) | Vereinigte Staaten          | Vereinigte Staaten          | Brasilien                | Vereinigte Staaten       | 7       | 6       |
| 2010 | Krakau (POL)          | Frankreich                  | ?                           | Vereinigte Staaten       | Polen                    | 8       | 6       |
| 2011 | Belgrad (SRB)         | Frankreich                  | ?                           | Vereinigte Staaten       | Polen                    | 8       | 6       |
| 2012 | Krakau (POL)          | Frankreich                  | ?                           | Vereinigte Staaten       | Polen                    | 8       | 6       |
| 2013 | London (CAN)          | Frankreich                  | ?                           | Vereinigte Staaten       | Polen                    | 8       | 6       |

## Übersicht aller Weltmeister

### Männer

#### No-Gi
| WM   | 1. Klasse                      | 2. Klasse                                 | 3. Klasse                                 | 4. Klasse                                 | 5. Klasse                                  | 6. Klasse                    | 7. Klasse       | 8. Klasse       |
| ---- | ------------------------------ | ----------------------------------------- | ----------------------------------------- | ----------------------------------------- | ------------------------------------------ | ---------------------------- | --------------- | --------------- |
|      | -62 kg (2008) -60 kg (ab 2009) | -70 kg (2008) -66 kg (2009) -65 kg (2010) | -80 kg (2008) -74 kg (2009) -70 kg (2010) | -92 kg (2008) -84 kg (2009) -75 kg (2010) | -125 kg (2008) -96 kg (2009) -80 kg (2010) | -120 kg (2009) -90 kg (2010) | -110 kg (2010)  | Offen (ab 2009) |
| 2008 | Matt Sanchez                   | Ricky Lundell                             | Jacob Volkman                             | Raphael Davis                             | Jeff Monson                                |                              |                 |                 |
| 2009 | Zachary Makovsky               | Tom Lecuyer                               | Nicolas Renier                            | Ben Askren                                | Raphael Davis                              | Kelly Anundson               |                 | Kelly Anundson  |
| 2010 | Fabien Brochetelle             | Dennis Prokopos                           | Polok Maciej                              | Michel Salvadori                          | David Pierre Louis                         | Mats Nilsson                 | Mikael Knutsson | Mario Rinaldi   |

#### Gi
| WM   | 1. Klasse                      | 2. Klasse                                 | 3. Klasse                                 | 4. Klasse                                 | 5. Klasse                                  | 6. Klasse                    | 7. Klasse           | 8. Klasse       |
| ---- | ------------------------------ | ----------------------------------------- | ----------------------------------------- | ----------------------------------------- | ------------------------------------------ | ---------------------------- | ------------------- | --------------- |
|      | -62 kg (2008) -60 kg (ab 2009) | -70 kg (2008) -66 kg (2009) -65 kg (2010) | -80 kg (2008) -74 kg (2009) -70 kg (2010) | -92 kg (2008) -84 kg (2009) -75 kg (2010) | -125 kg (2008) -96 kg (2009) -80 kg (2010) | -120 kg (2009) -90 kg (2010) | -110 kg (2010)      | Offen (ab 2009) |
| 2008 | Herminio Garcia                | F dos Santos                              | Marcello Salazar Mousinho                 | Ian Murphy                                | Rodrigo Munduruca                          |                              |                     |                 |
| 2009 | Brian Petersen                 | Renato Tavarez                            | Peter Mettler                             | Gabriel Kitober                           | Rodrigo Medeiros                           | Marcos Oliveiras             |                     | Ailton Azevedo  |
| 2010 | Zach Makovsky                  | Brian Mahecha                             | Bence Szoke                               | Grzegorz Kloc                             | Scott Garcia                               | Takanori Kuno                | Grzegorz Szatkowski | Mario Rinaldi   |

### Frauen

#### No-Gi
| WM   | 1. Klasse                      | 2. Klasse         | 3. Klasse                                 | 4. Klasse                                 | 5. Klasse                   | 6. Klasse       |
| ---- | ------------------------------ | ----------------- | ----------------------------------------- | ----------------------------------------- | --------------------------- | --------------- |
|      | -48 kg (2008) -50 kg (ab 2009) | -55 kg            | -63 kg (2008) -59 kg (2009) -60 kg (2010) | -72 kg (2008) -63 kg (2009) -65 kg (2010) | -67 kg (2009) -75 kg (2010) | Offen (ab 2009) |
| 2008 | Lisa Ward                      | Laurence Fouillat | Sheila Bird                               | Romy Ruyssen                              |                             |                 |
| 2009 | Felicia Oh                     | Laurence Fouillat | Jessica Aguilar                           | Sara McMann                               | Tori Adams                  | Tori Adams      |
| 2010 | Lisa Ward                      | Jessica Aguilar   | Sheila Bird                               | Karolina Zawodnik                         | Monika Oleksik              | Sheila Bird     |

#### Gi
| WM   | 1. Klasse                      | 2. Klasse         | 3. Klasse                                 | 4. Klasse                                 | 5. Klasse                   | 6. Klasse       |
| ---- | ------------------------------ | ----------------- | ----------------------------------------- | ----------------------------------------- | --------------------------- | --------------- |
|      | -48 kg (2008) -50 kg (ab 2009) | -55 kg            | -63 kg (2008) -59 kg (2009) -60 kg (2010) | -72 kg (2008) -63 kg (2009) -65 kg (2010) | -67 kg (2009) -75 kg (2010) | Offen (ab 2009) |
| 2008 | Lisa Ward                      | Laurence Fouillat | Sheila Bird                               | Romy Ruyssen                              |                             |                 |
| 2009 | Felicia Oh                     | Laurence Fouillat | Tara Larosa                               | Sheila Bird                               | Karolina Zawodnik           | Tara Larosa     |
| 2010 | Anny Hammarsten                | Jessica Aguilar   | Sheila Bird                               | Karolina Zawodnik                         | Anna Dudek                  |                 |